# Sasaima
Sasaima là một khu tự quản thuộc tỉnh Cundinamarca, Colombia. Thủ phủ của khu tự quản Sasaima đóng tại Sasaima Khu tự quản Sasaima có diện tích ki lô mét vuông. Đến thời điểm ngày 28 tháng 5 năm 2005, khu tự quản Sasaima có dân số 9377 người.